# نیروی مگنوم
نیروی مگنوم (انگلیسی: Magnum Force) یک فیلم انتقام‌جویانه، نئو-نوآر و دلهره‌آور آمریکایی محصول سال ۱۹۷۳ و دومین فیلم از پنج فیلم هری کثیف با بازی کلینت ایستوود در نقش هری کالاهان، یک پلیس خشن است.
موسیقی متن فیلم توسط لالو شیفرین ساخته شده‌است. این فیلم اولین حضور دیوید سول، تیم ماتسون و رابرت اوریچ است. این فیلم با ۱۲۲ دقیقه طولانی‌ترین فیلم از پنج فیلم هری کثیف است.

## داستان
کارمین ریکا پس از تبرئه شدن از یک قتل دسته جمعی با لیموزین خود از دادگاه دور می‌شود. در حین حرکت در یک جاده شهری، راننده توسط یک پلیس موتور سیکلت پلیس دستگیر می‌شود که با آرامش تمام مردان داخل ماشین را به ضرب گلوله می‌کشد. بازرس هری کالاهان با شریک جدیدش، ارلینگتون اسمیت، از صحنه جرم بازدید می‌کند، علیرغم این واقعیت که این دو قرار است در حال انجام وظیفه باشند. به نظر می‌رسد مافوق آنها، ستوان نیل بریگز، مشتاق است که او را از تحقیقات قتل دور نگه دارد.

## تولید
به خود ایستوود در ابتدا نقش کارگردان پیشنهاد شد، اما نپذیرفت. تد پست که پیش از این ایستوود را در فیلم طناب اعدام کارگردانی کرده بود، استخدام شد. بادی وان هورن دومین مدیر واحد بود. هر دو ایستوود و ون هورن به ترتیب کارگردانی دو اثر پایانی مجموعه یعنی ضربه ناگهانی (۱۹۸۳) و فهرست مرگ (۱۹۸۸) را بر عهده خواهند داشت.

## گیشه
در هفته افتتاحیه فیلم، از ۴۰۱ سینما ۶٫۸۷۱٫۰۱۱ دلار فروخت. در ایالات متحده، این فیلم در مجموع ۴۴٫۶۸۰٫۴۷۳ دلار فروخت، که باعث موفقیت آن از فیلم اول و ششمین فیلم پرفروش سال ۱۹۷۳ شد. که مجموعاً ۲۸٫۹ میلیون دلار در سراسر جهان بود.

## بازیگران
- کلینت ایستوود … بازرس هری کالاهان
- هال هالبروک … ستوان نیل بریگز
- میچل رایان … افسر چارلی مک کوی
- دیوید سول … افسر جان دیویس
- فلتون پری … بازرس ارلینگتون اسمیت
- تیم ماتسون … افسر فیل سویت
- جان میچام … بازرس فرانک دی جورجیو
- مارگارت اوری … فاحشه